# Борисов, Спартак Степанович
Спартак Степанович Борисов (22 ноября 1936,  Олёкминск, Якутская АССР — 23 марта 2022) — советский хозяйственный и партийный деятель, российский политик. Депутат Верховного Совета Якутской АССР (1990), депутат Якутского горсовета шести созывов, делегат ХXVIII съезда КПСС. Глава администрации Якутска (с 1995 года по 1997 год). Вице-президент Республики Саха (Якутия) (с 1998 года по январь 2002 года). Советник президента Якутии на общественных началах (с февраля 2002 года по 30 марта 2007 года).

## Биография
В 1957 году, окончив Могилёвский машиностроительный техникум, начал работать мастером-монтажником управления «Востоктехмонтаж» в Братске Иркутской области.
С 1957 года по 1959 год проходил службу в Забайкальском военном округе.
С 1959 года по 1960 год работал мастером, затем прорабом и исполняющим обязанности начальника участника в управлении «Сибтехмонтаж» в Братске.
С 1960 года по 1966 год — начальник участка управления «Сибтехмонтаж».
С 1974 года по 1979 год работал начальником управления и заместителем управляющего МУ треста «Сибтехмонтаж», в Якутске.
С 1979 года по 1992 год — управляющий трестом «Северовостокхиммонтаж» в Якутске. При участии Борисова были построены алмазодобывающие фабрики, объекты золотодобывающей промышленности Южно-Якутского угольного комплекса, Якутская ТЭЦ, ГРЭС, Нерюнгринская ГРЭС, Чульманская ТЭЦ.
С 1995 года по 1997 год — глава администрации Якутска.
С 1998 года по 2002 год — вице-президент Республики Саха (Якутия).
Последние годы жизни провёл в городе Крымске и Москве.

## Деятельность на посту мэра Якутска
С 1995 по 1998 год в Якутске было введено в строй более шести тысяч квартир, в том числе два современных микрорайона с маневренным жилым фондом, названные горожанами «Борисовками». Очередь за новым жильём в Якутске сократилась с 12 тысяч до 5 700 человек. 
Получил от горожан прозвище «Спартак Бордюрович» за строительство бордюров в центре Якутска.